# Énergie au Laos
Le secteur de l'énergie au Laos est en plein développement. La production d'énergie primaire est dominée par le charbon (52,2 %), l'hydroélectricité (24,5 %) et la biomasse (23,2 %).
La consommation d'énergie primaire par habitant du Laos en 2019 était inférieure de 58 % à la moyenne mondiale. L'approvisionnement en énergie du Laos en 2019 est composé de 56,6 % d'énergies fossiles (charbon : 45,2 %, pétrole : 11,4 %) et 43,4 % d'énergies renouvelables (hydroélectricité : 22,3 %, biomasse : 21,1 %, solaire : 0,05 %) ; 25,7 % de cet approvisionnement est exporté.
L'électricité représente 19 % de la consommation finale d'énergie. Elle est produite en 2021 à 26,5 % à partir de charbon, 73,2 % d'hydroélectricité, 0,2 % de biomasse et 0,1 % de solaire. Elle est aux trois quarts exportée vers la Thaïlande et le Cambodge ; le Laos est le 3e exportateur mondial d'électricité, derrière la Canada et la France. Le gouvernement développe rapidement la production d'électricité à partir de charbon et d'aménagements hydroélectriques par des montages de type build-operate-transfer. En 2022, le Laos est le 4e producteur d'hydroélectricité en Asie de l'est derrière la Chine, le Japon et le Vietnam. 
Les émissions de CO2 liées à l'énergie par habitant s'élèvent à 2,40 tonnes en 2019 au Laos, 45 % au-dessous de la moyenne mondiale.

## Production d'énergie primaire
La production d'énergie primaire atteignait 289,5 PJ en 2019, en progression de 328 % par rapport à 2000. Elle était composée de 52,2 % de charbon, 24,5 % d'hydroélectricité, 23,2 % de biomasse et 0,1 % de solaire. Depuis 2000, la production de charbon a été multipliée par 6,2, la production hydroélectrique s'est accrue de 474 % et celle de biomasse de 27 %.

### Charbon

#### Réserves de charbon
Les réserves prouvées récupérables de charbon du Laos étaient estimées par l'Agence fédérale allemande pour les sciences de la terre et les matières premières (BGR) à 4 Mt (millions de tonnes) fin 2020, soit 40 ans de production au rythme de 2020. BGR estime de plus à 58 Mt les ressources ultimes de charbon. Les réserves prouvées récupérables de lignite sont estimées à 499 Mt, soit 35 ans de production au rythme de 2020 ; les ressources ultimes de lignite sont estimées à 22 Mt.

#### Production de charbon
Selon le BGR, le Laos a produit 0,1 Mt de charbon et 14,4 Mt de lignite en 2020.
Selon l'AIE, la production de charbon et lignite du Laos s'est élevée à 151,04 PJ en 2019 (156,7 PJ en 2018), dont 5,91 PJ ont été exportés. Depuis 2000, elle a été multipliée par 62.

#### Consommation de charbon
La consommation intérieure de charbon s'est élevée à 144,09 PJ en 2019, dont 138,55 PJ pour la production d'électricité (96,2 %) et 5,54 PJ pour l'industrie.

## Consommation d'énergie primaire
La consommation d'énergie primaire par habitant du Laos s'élevait en 2019 à 33 GJ ; elle était inférieure de 58 % à la moyenne mondiale : 79,1 GJ ; celle de la France était de 150,5 GJ, celle de la Chine de 101,5 GJ et celle des États-Unis de 282 GJ
L'approvisionnement en énergie du Laos (production + importations) s'est élevé à 318,82 PJ en 2019. Il est composé de 56,6 % d'énergies fossiles (charbon : 45,2 %, pétrole : 11,4 %) et 43,4 % d'énergies renouvelables (hydroélectricité : 22,3 %, biomasse : 21,1 %, solaire : 0,05 %). Depuis 2000, la consommation de charbon a été multipliée par 38, celle de pétrole a augmenté de 218 %, celle d'hydroélectricité de 474 % et celle de biomasse de 27 %. Le charbon est utilisé à 96 % pour la production d'électricité, et les exportations d'électricité (81,97 PJ) représentent 25,7 % de l'approvisionnement en énergie. La consommation intérieure d'énergie primaire s'élève donc à 236,85 PJ. Elle a progressé de 251 % depuis 2000.

## Consommation finale d'énergie
La consommation finale d'énergie du Laos s'élevait à 124,76 PJ en 2019, dont 33,5 % de consommation directe de combustibles fossiles (pétrole : 29,1 %, charbon : 4,4 %), 47,4 % de biomasse et déchets et 19 % d'électricité. Depuis 2000, elle a progressé de 97 % (fossiles : +255 %, biomasse : +20 %, électricité : +930 %). Sa répartition par secteur est la suivante : industrie 16,6 %, transport 27,1 %, secteur résidentiel 42,9 %, secteur tertiaire 13,3 %, agriculture 0,1 %. L'industrie a progressé de 496 % depuis 2000, les transports de 216 %, le résidentiel de 33 % et le tertiaire de 88 %.

## Secteur de l'électricité
Électricité du Laos (EDL) est l'entreprise publique, créée en 1961, chargée de la production, du transport et de la distribution d'électricité du pays. Elle a aussi pour mission de contribuer activement au développement socio-économique que le Parti et l'État ont défini en envoyant de l'électricité à l'extérieur du pays pour générer des revenus monétaires pour la nation.
Plusieurs compagnies ont été créées pour construire et gérer les barrages hydroélectriques, selon des schémas de type build-operate-transfer. Ce sont des coentreprises réunissant l'État laotien (à travers Lao Holding State Enterprise) et des entreprises privées telles qu'Électricité de France, les sociétés thaïlandaises Electricity Generating Public Company (EGCO) et Glow Energy PCL (filiale d'Engie)

### Production d'électricité
Le Laos a produit 44,91 TWh en 2021, dont 26,5 % à partir de charbon, 73,2 % d'hydroélectricité, 0,2 % de biomasse et 0,1 % de solaire. Cette production a progressé de 1206 % depuis 2000 (hydroélectricité : +857 %).

#### Centrales thermiques fossiles
En 2021, 11,88 TWh d'électricité ont été produits à partir de charbon, soit 26,5 % de la production d'électricité du pays.
La centrale de Hongsa (1 878 MW), construite par un consortium réunissant deux entreprises thaïlandaises et Lao Holding State Enterprise sur le site de la mine de lignite de Xaignabouri. Elle a été mise en service en 2015. Sa production est répartie par contrat en 1 473 MW pour Electricity Generating Authority of Thailand (EGAT), 100 MW pour le réseau laotien et le reste pour les besoins du site. Une extension (4ème groupe) est envisagée
.
Le gouvernement laotien annonce en février 2021 deux projets de construction de centrales à lignite dans la province de Sékong, au sud-est du pays. Les chantiers doivent commencer en 2021 et s'achever en 2025. Leur production sera vendue au Cambodge. La première de ces centrales, construite par le groupe laotien Phonesack dans le district de Kaleum, aura une puissance de 1 800 MW et la seconde (700 MW) sera construite par une compagnie chinoise dans le district de La Mam.

#### Énergies renouvelables

##### Hydroélectricité

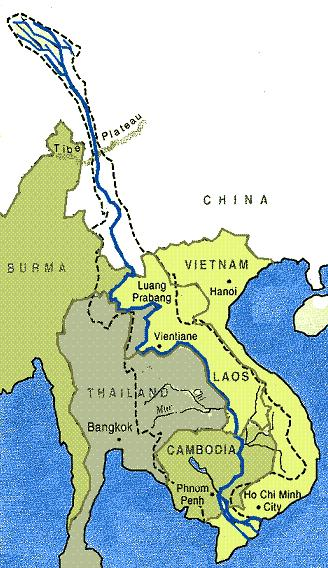
Bassin du Mékong et pays traversés.

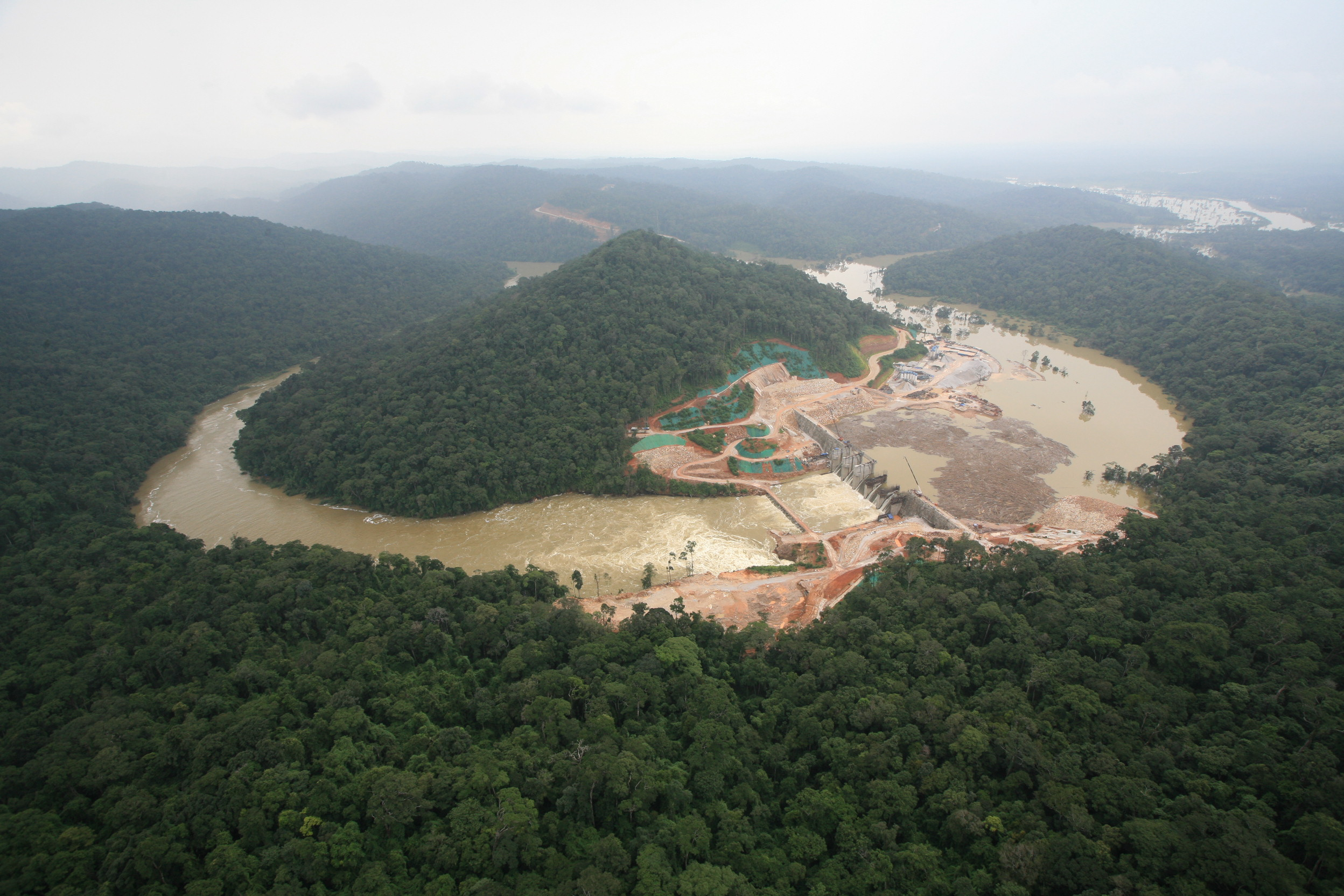
Le barrage de Nam Theun 2 en cours de construction en 2007.

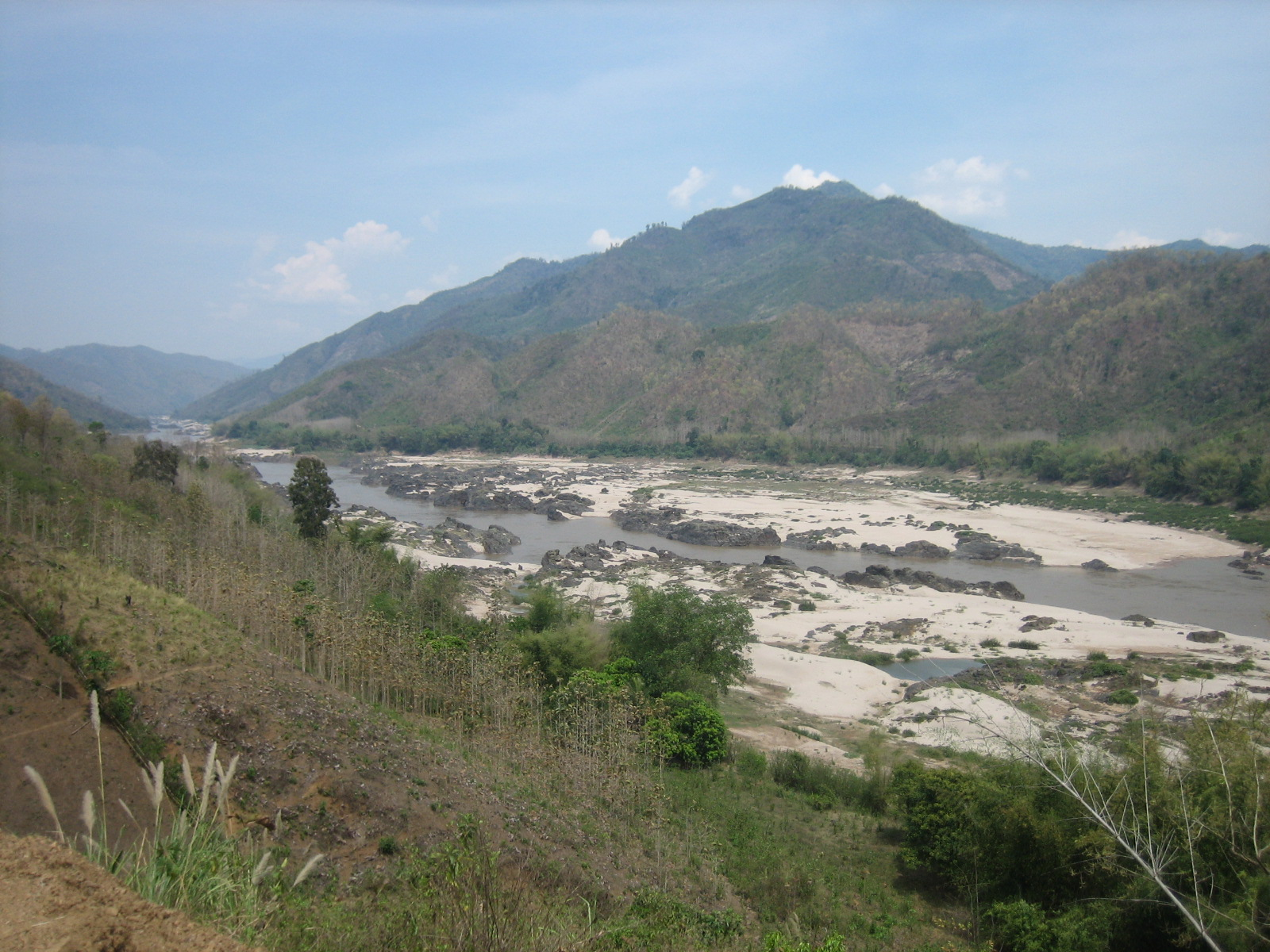
Site du Barrage de Xayaburi en 2011.

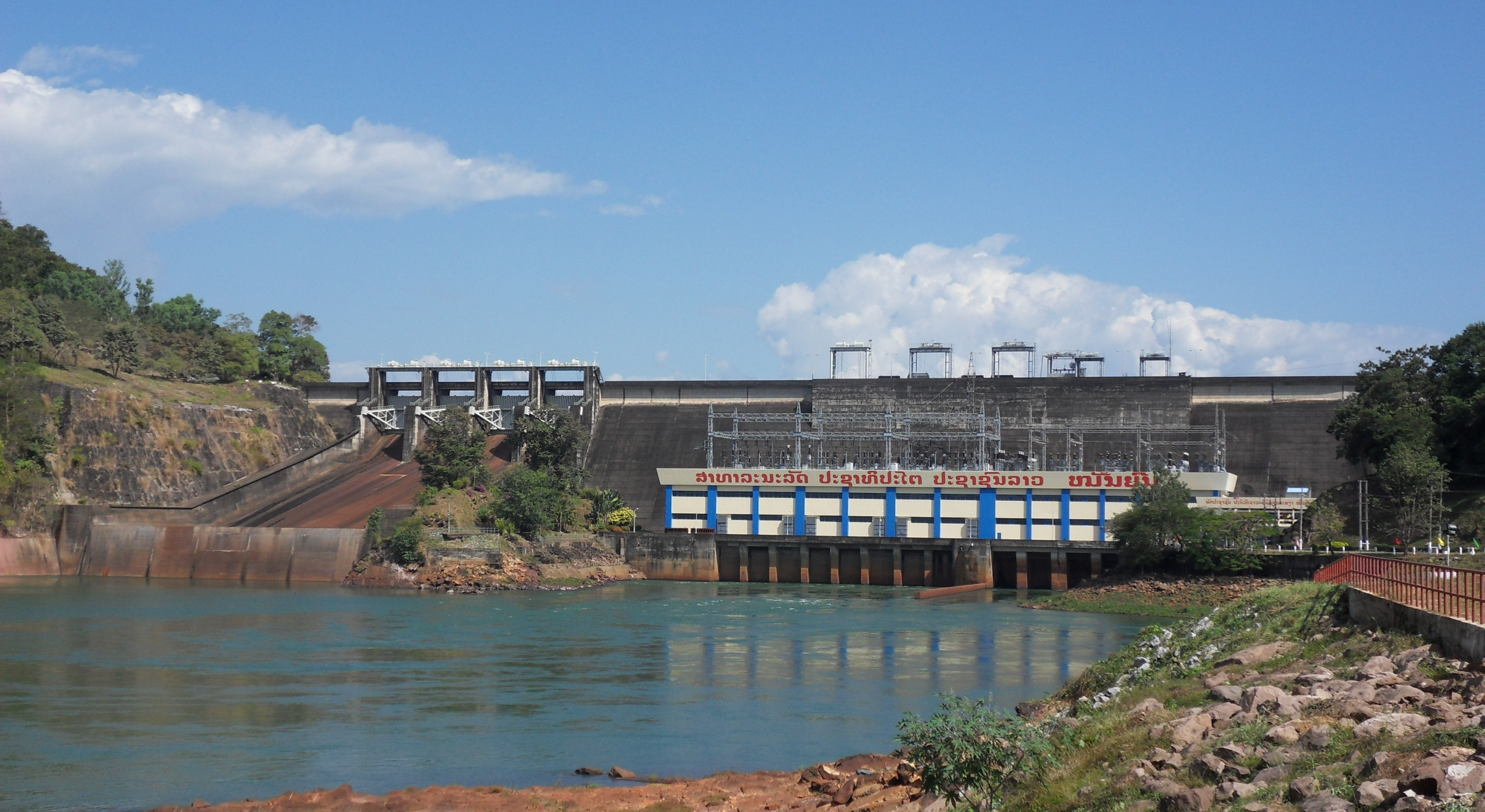
Barrage Nam Ngum 1, 2011.

La Mekong River Commission, créée en 1995 par le Cambodge, le Laos, la Thaïlande et le Vietnam, est chargée de promouvoir et de coordonner une aide à la gestion et à l'exploitation des eaux du bassin du Mékong.
En octobre 2019, 44 barrages, notamment financés par la Chine et la Thaïlande, sont déjà opérationnels au Laos, qui tire désormais de l'exportation de cette énergie une importante source de revenus, tandis que 46 retenues sont en construction.
Selon l'International Hydropower Association (IHA), la production hydroélectrique du Laos s'est élevée à 38 TWh en 2022, soit 0,9 % de la production mondiale, au 16e rang mondial et au 4e rang en Asie de l'est derrière la Chine (1 354 TWh), le Japon (99 TWh) et le Vietnam (53 TWh). La puissance installée des centrales hydroélectriques du Laos totalisait 9 208 MW fin 2022, soit 0,66 % du total mondial, au 4e rang en Asie de l'est derrière la Chine (414 811 MW), le Japon (49 643 MW) et le Vietnam (17 366 MW). Les mises en service de 2022 se sont élevées à 1 100 MW, en particulier grâce à l'achèvement du projet Nam Theun 1 (650 MW), dont (520 MW) seront exportés en Thaïlande ; ce barrage de 177 m de haut est le dernier de la cascade Nam Theun-Nam Kading.
La production hydroélectrique atteignait 32,9 TWh en 2021, soit 73,2 % de la production d'électricité du pays, en progression de 857 % depuis 2000.
La production hydroélectrique représentait 0,5 % de la production mondiale en 2021. La puissance installée des centrales hydroélectriques du Laos totalisait 8 108 MW fin 2021, soit 0,6 % du total mondial, au 4e rang en Asie de l'est. Les mises en service de 2021 se sont élevées à 600 MW, grâce à la mise en service des derniers groupes de la centrale de Nam Ou (1 272 MW).
Le Laos a poursuivi en 2020 son plan d'exportation de 20 GW en 2030, en annonçant un nouveau projet : Phou Ngoy (728 MW).
Les mises en service de 2019 se sont élevées à 1 892 MW, au 3e rang mondial derrière le Brésil et la Chine, dont la centrale au fil de l'eau de Xayaburi (1 295 MW) et celle de Nam Ngiep 1 (270 MW), qui vont exporter une part de leur production vers la Thaïlande, et la centrale de Don Sahong (260 MW), qui exportera vers le Cambodge.
Le barrage de Nam Theun 2 (1 070 MW), construit de 2004 à 2010 sur la Nam Theun (ou Nam Kadding), un affluent du Mékong, exporte la majeure part de sa production (995 MW) vers la Thaïlande par une ligne haute tension à 500 kV de 298 km ; (75 MW) sont utilisés au Laos. Le barrage a été construit et est exploité (pendant 25 ans) par la Nam Theun 2 Power Company Limited (NTPC) dont les actionnaires sont la compagnie holding d'État Lao Holding State Enterprise (25 %), Électricité de France (40 %) et Electricity Generating Public Company Limited (EGCO) (Thaïlande ; 35 %).
Le Barrage de Xayaburi (1 285 MW), construit de 2012 à 2019 sur le Mékong par l'entreprise thaïlandaise CKPower, exporte la majeure part de sa production vers la Thaïlande.
Le barrage de Nam Ngum (155 MW) est le premier barrage hydroélectrique construit au Laos, en 3 phases de 1968 à 1984.
Le barrage de Sahong (260 MW) a été construit de 2016 à 2020 sur le Mékong, à 2 km de la frontière cambodgienne. Une ligne de 195 MW achemine une grande part de sa production au Cambodge.
Le barrage de Houay Ho (152 MW) a été construit de 1993 à 1999 sur la rivière du même nom, sur le plateau des Bolovens, dans la province d'Attapeu au sud du Laos ; il exporte la quasi-totalité de sa production en Thaïlande.

##### Solaire
La production d'électricité des installations solaires laotiennes s'est élevée à 60 GWh en 2021, soit 0,1 % de la production d'électricité du pays.

### Consommation d'électricité
Selon l'Agence internationale de l'énergie, la consommation moyenne par habitant s'élève à (865 kWh), inférieure de 74 % à la moyenne mondiale (3 265 kWh) et de 63 % à celle du Vietnam (2 320 kWh).
La consommation d'électricité du Laos s'est élevée en 2019 à 6,6 TWh, soit 21,1 % de la production. Elle a progressé de 930 % depuis 2000. Elle se répartit en 47 % pour l'industrie, 32,4 % pour le secteur résidentiel, 20 % pour le tertiaire et 0,6 % pour l'agriculture.

### Échanges internationaux d'électricité
Le solde exportateur du Laos en 2021 s'élève à 33,37 TWh, soit 74,3 % de la production du pays, plaçant le pays au 3e rang mondial des exportateurs d'électricité, derrière le Canada (47,38 TWh) et la France (44,89 TWh). En 2020, le solde exportateur était de 29,10 TWh, soit 73,5 % de la production. En 2019, il était de 22,77 TWh, soit 72,9 % de la production d'électricité du pays. En 2018, 78,2 % de la production ont été exportés.
Le Laos a un plan d'exportation de 20 GW en 2030.
Un accord a été signé en 2021 avec le Cambodge pour l'exportation de 2 400 MW d'électricité laotienne vers le Cambodge en 2024.
Parmi les centrales hydroélectriques mises en service de 2019, la centrale de Xayaburi (1 295 MW) et celle de Nam Ngiep 1 (270 MW) vont exporter une part de leur production vers la Thaïlande, et la centrale de Don Sahong (260 MW) exportera vers le Cambodge.

## Impact environnemental
Selon l'AIE, les émissions de CO2 liées à l'énergie par habitant s'élèvent à 2,40 tonnes en 2019 au Laos, 45 % au-dessous de la moyenne mondiale : 4,39 tonnes, contre 3,61 tonnes en Thaïlande et 2,93 tonnes au Vietnam.